# Javorová brána
Javorová brána je pár památných stromů ve vsi Rožany, přibližně 2,5 km severně od města Šluknov v okrese Děčín. Dvojice javorů mléčných (Acer platanoides) roste u č.p. 63, přibližně 300 m od středu vsi ve směru ke státní hranici s Německem.
Vzrostlé stromy s obvody kmenů 320 a 248 cm se ve výšce 5,5 m srostlé a tvoří jedinou společnou korunu dosahující do výšky 16 m. Kmeny stromů byly pravděpodobně spojeny lidským přičiněním, přesný důvod spojení není znám. Společně tvoří bránu s rozpětím 2,6 m, která je chráněna od roku 1997.
K Javorové bráně vede odbočka modré turistické trasy vedoucí ze Šluknova přes Rožany kolem státní hranice do obce Lipová.
Na podzim roku 2013 byly na druhé straně silnice na nevelkém travnatém plácku u potoka vysazeny nové dva výpěstky javoru mléče, protože stávající javory tvořící javorovou bránu se blíží ke svému dožití (javor mléč se dožívá 120 až 140 let). Po dosažení dostatečného vzrůstu bude vytvořena identická nová brána, aby po zániku původní brány tento zajímavý místní prvek nezmizel.

## Pověsti
Vznik brány vysvětluje několik pověstí:
- Majitel pozemku vysadil při narození každému ze svých synů javor. Po letech musel své syny poslat do 1. světové války, kde jeden padl. Otec ve své bolesti svázal mladé javory k sobe, že se ze dvou kmenů vytvořila jediná rozložitá koruna symbolizující splynutí oplakaného syna se synem, do kterého vložil svou novou naději.
- Vlastník pozemku zasadil javory koncem 19. století, aby svým synům ukázal, jak si mají být v životě oporou. Chlapci vyrostli a jejich cesty se v 1. světové válce rozešly. Když se vrátili zpět, jejich otec již nežil, ale oba stromy jim dávaly sílu a naději ve strastiplném životě. Oba bratři žili se svými rodinami ve svornosti až do konce svých dnů. Měli štěstí, že se nedočkali poválečného odsunu místních obyvatel. Traduje se, že kdo by chtěl bránu pokácet, tak do roka zemře.
- Jiná pověst vypráví o době asi před 100 lety, kdy u vstupu na pozemek u chalupy rostly dva mladé javory. Zamilovaný majitel chtěl své lásce ukázat, že jejich společný život bude jak v ráji. Začal k sobě přibližovat kmeny javorů tak, aby vytvořily bránu do ráje. Až v době, kdy měli vnoučata, byla brána tvořena silnými kmeny.

## Památné a významné stromy v okolí
- Dub letní u Královky, 2,3 km jv. (51°0′45″ s. š., 14°28′22″ v. d.)
- Dub letní v Novém Hraběcí, 1,6 km jz. (51°0′55″ s. š., 14°26′16″ v. d.)
- Jasan ztepilý v Karlově údolí, 4,3 km j. (50°59′26″ s. š., 14°28′9″ v. d.)
- Jedle nikkoská ve Šluknově, 2,4 km j. (51°0′23″ s. š., 14°27′27″ v. d.)
- Jedlovec kanadský ve Šluknově, 2,5 km j. (51°0′21″ s. š., 14°27′32″ v. d.)
- Jedlovec Mertensův ve Šluknově, 2,8 km j. (51°0′9″ s. š., 14°27′5″ v. d.)
- Lípa na náměstí ve Šluknově, 2,8 km j. (51°0′10″ s. š., 14°27′6″ v. d.)
- Lípa srdčitá v Království, 3,8 km jv. (51° s. š., 14°29′2″ v. d.)
- Lípa srdčítá v Rožanech, 200 m ssz. (51°1′47″ s. š., 14°26′58″ v. d.)
- Lípa srdčítá v Rožanech - Nové Vsi, 780 m zjz. (51°1′31″ s. š., 14°26′24″ v. d.)
- Lípa ve Svojsíkově ulici, 3,0 km j. (51°0′4″ s. š., 14°27′12″ v. d.)
- Lípa v Císařském, 2,6 km jz. (51°0′21″ s. š., 14°26′6″ v. d.)
- Lípa velkolistá v Novém Hraběcí, 1,5 km jz. (51°1′ s. š., 14°26′13″ v. d.)